# Колтубанка
Колтубанка (рус. Колтубáнка) је село у Бузулучком рејону Оренбуршке области Русије. Оно је административни центар Колтубанског селсовјета.

## Географија
Село лежи на северозападу Бузулучког рејона на реци Самара. Удаљено је 34 km од града Бузулука.

## Историја
Основали су га досељеници из Курске, Тамбовске и Пензенске губерније почетком 19. века. Назив потиче из говора руских становника Смоленске, Рјазањске и Тулске области, у којима „колдоба, колдубань, колдобоина“ имају следећа значења: „вир, јама у реци; јаметина наливена поплавним водама; рупетина испуњена водом на путевима с колотразима“. У говорима становника Курске губерније „колдыбанка“ значи: „наћва, чабар, кадица“. Према подацима из 1806, у селу су као досељеници живеле фамилије са овим презименима: Струговы, Смирновы, Кузнецовы, Рогожниковы, Вторых, Столетовы, Вертлюговы, Могильниковы, Булатовы, Токаревы, Рыбалёвы, Пятунины, Змеевы, Черепановы, Пономарёвы, Картюшёвы, Малухины и др. Неки од њих су били староверци. Јула месеца 1860. у селу је отворена Црква архангела Михаила. Оснивају се и школе: основна (трогодишња), тзв. земска школа (1884) и школа за описмењавање (1894). У овим крајевима је 1877. успостављен железнички саобраћај. Године 1885. у близини (данашње село Колтубановски) је саграђена железничка станица која носи назив „Колтубанка“. Крајем 19. века у селу су постојале: 2 ветрењаче, 4 ковачнице и 1 ћурчијска радионица. Околина села представља археолошки локалитет на коме су 20-их година 20. века били пронађени бројни предмети из бронзаног доба (чувена „колтубанска секира“ и др. оруђе).

## Демографија
На дан 1. јануара 2003. у Колтубанки је живело 702 становника, а село је имало 256 домаћинстава. Године 2018. број стално насељених у селу износи 818 људи. У селу живе углавном Руси (око 97%), а преостало становништво чине Азербејџанци.

## Привреда
Доминирају микро и мала предузећа, углавном у сфери трговине, грађевинарства и услужних делатности. Постоји сточарска фарма (месно говедарство), као и мешовито пољопривредно газдинство (колхоз) „Мир“. У центру села су: административна зграда Колтубанског селсовјета, филијала Сбербанк Русије, ћевабџиница „Шашличниј двор“, пошта, експозитура Western Union, а такође Друштво ловаца и риболоваца „Колтубановскоје“.

## Култура и образовање
Постоји сеоски дом културе „Современик“, Колтубанска основна (деветогодишња) школа, Дечји вртић „Колокољчик“ (од 2017. у склопу поменуте школе). У селу од 2015. ради локална религиозна организација Православна парохија Храма архангела Михаила.

## Знаменитости
Меморијални обелиск „Мајка Отаџбина“ посвећен борцима овог краја палим на фронтовима током Великог отаџбинског рата (1941–1945). Постављен са вечним пламеном 9. маја 1975. Представља рад скулпторкиње А.В. Черникове. На пар километара од села почиње територија Националног парка Бузулучки бор.